# Geestnevel

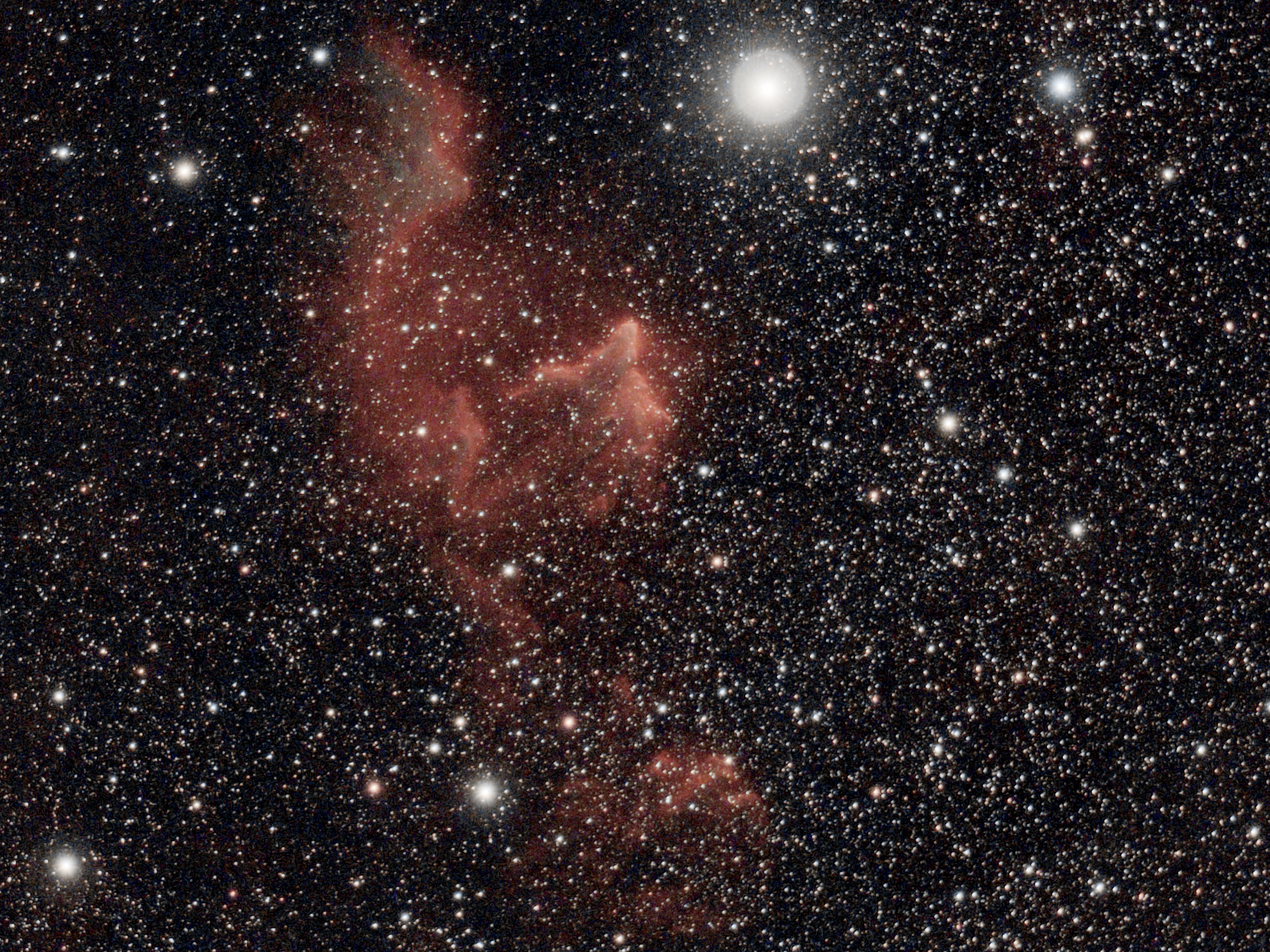
Sh2-185 met IC 63 (midden), IC 59 (linksboven) en Cih (boven) vastgelegd met een William Optics GT71 en ASI264MC camera

De Geestnevel (IC 63), ook wel Geest van Cassiopeia, is een zwakke nevel in het sterrenbeeld Cassiopeia met een schijnbare magnitude van +10 en een extreem lage oppervlaktehelderheid. Het object werd ontdekt door Isaac Roberts op 10 januari 1890.
De nevel staat nabij de ster Cih (gamma Cassiopeiae) die gedeeltelijk onstabiel is en bekend staat als een "shell star". Deze ster heeft een magnitude van +2,15. waardoor het de helderste ster in Cassiopeia is. 
De nevel is naar schatting 3 lichtjaar verwijderd van de ster. IC 63 staat dichter bij de ster dan zijn buurman (IC 59). Beide nevels bevinden zich in het grotere complex Sh2-185. 
Als gevolg hiervan lijkt IC 63 voornamelijk rood vanwege de dominantie van de H-alpha emissie. 
Het is daarom een reflectie- en een emissienevel. Dat betekent dat waterstof geïoniseerd is en gas het licht van de ster weerkaatst. Hij is naar schatting 650 lichtjaar verwijderd van de aarde met een straal van ±1 lichtjaar.